# Айнтрахт (футбольный клуб, Брауншвейг)
«Айнтра́хт» (нем. Braunschweiger Turn- und Sportverein Eintracht von 1895 (BTSV)) — немецкий футбольный клуб из Брауншвейга. Основан 15 декабря 1895 года. С 1963 по 1985 год клуб выступал в первой Бундеслиге. Чемпион Германии 1967 года.

## История
«Айнтрахт» Брауншвейг был основан как футбольный и крикетный клуб «FuCC Eintracht 1895» в 1895 году, затем «FC Eintracht von 1895» в 1906 году. В 1900 году «Айнтрахт» Брауншвейг был одним из учредителей немецкой футбольной ассоциации (DFB). Выиграл чемпионат Северной Германии в 1908 и 1913 годах, а в 1914 году делегировал трёх игроков в национальную сборную Германии. При Третьем рейхе команда играла в Гауптлиге Нижней Саксонии и провела два матча в национальных финальных раундах. В 1942—1943 гг. «Айнтрахт» Брауншвейг вышел в плей-офф национального первенства в качестве одного из главных фаворитов. Команда под руководством Георга Кнёпфле только что выиграла в недавно сформированной Gauliga Südhannover-Braunschweig с рекордом 17 побед и 1 ничьей в 18 играх, забив при этом 146 голов. После убедительной победы 5:1 над «Викторией» из Гамбурга в первом раунде розыгрыша, клуб встретился с другим фаворитом на титул «Дрезднер СК». Дрезденский клуб выиграл игру дома со счётом 4:0 и впоследствии выиграл чемпионат Германии.
В рамках денацификации Германии после Второй мировой войны, британские власти распустили все ранее существовавшие спортивные клубы в Брауншвейге и потребовали создание единого, объединённого спортивного клуба для города. Таким образом, «Айнтрахт» был объединён с новым клубом «TSV Брауншвейг» 2 ноября 1945 года. Окончательно принял нынешнее название «Braunschweiger TSV Eintracht von 1895» 1 апреля 1949 года.
После войны клуб продолжал играть в высшем дивизионе — Оберлиге Норд, за исключением одного сезона (1952—1953), проведённого на втором уровне. Команда пережила трагедию в 1949 году, когда вратарь Густав Фаланд скончался от внутреннего кровотечения через несколько дней после травмы во время игры в результате столкновения с нападающим «Вердера» . Ещё одно выступление в финальном раунде национального чемпионата произошло в 1958 году.

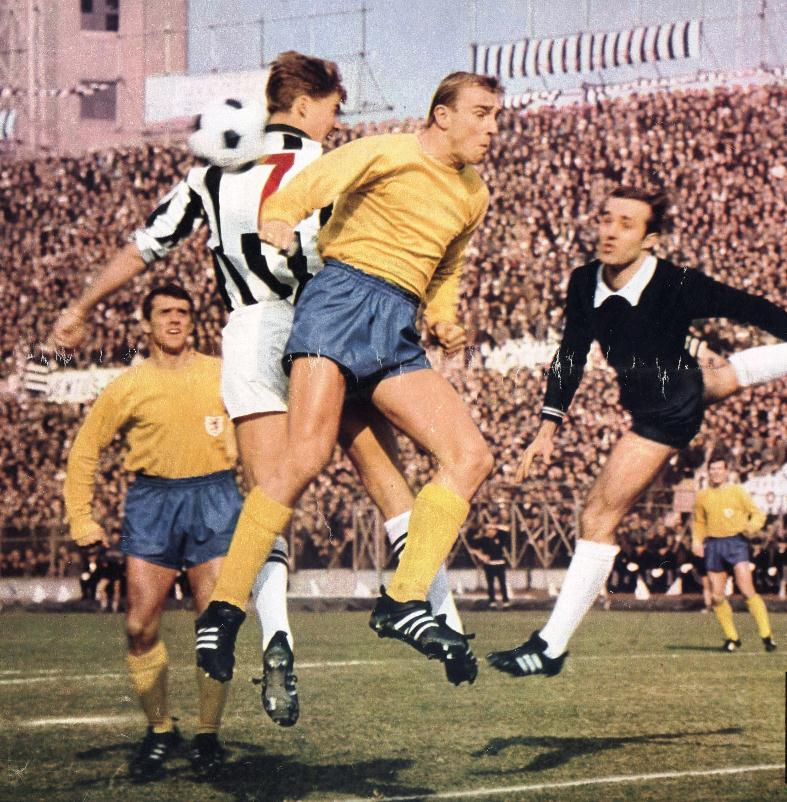
матч Кубка Чемпионов в Турине

Неизменно высокий уровень игры и финансовая стабильность «Айнтрахта» помогли ему стать одной из 16 команд, выбранных из группы 46 претендентов на участие в Бундеслиге, новой федеральной профессиональной лиге.
4 раза в 1960—1970-х годах клуб принимал участие в еврокубках. В сезоне 1967/68 «Айнтрахт» дошёл до четвертьфинала Кубка чемпионов, где встретился с «Ювентусом». В первом матче в Брауншвейге немецкий клуб, трижды забив до перерыва, выиграл со счётом 3:2. В ответном матче в Турине до 88-й минуты счёт не был открыт, что устраивало «Айнтрахт», но затем в ворота немецкого клуба был назначен пенальти, который реализовал защитник Джанкарло Берчеллино, и это вывело «Ювентус» в полуфинал за счёт большего количества мячей, забитых на чужом поле. В сезоне 1977/78 в первом раунде Кубка УЕФА клуб из Брауншвейга сумел выбить из борьбы киевское «Динамо». В третьем раунде «Айнтрахт» дважды проиграл будущему обладателю кубка голландскому ПСВ.
С 1993 по 2011 год клуб из 18 сезонов 15 провёл в третьей по уровню лиге Германии, лишь трижды поднимаясь во Вторую Бундеслигу.

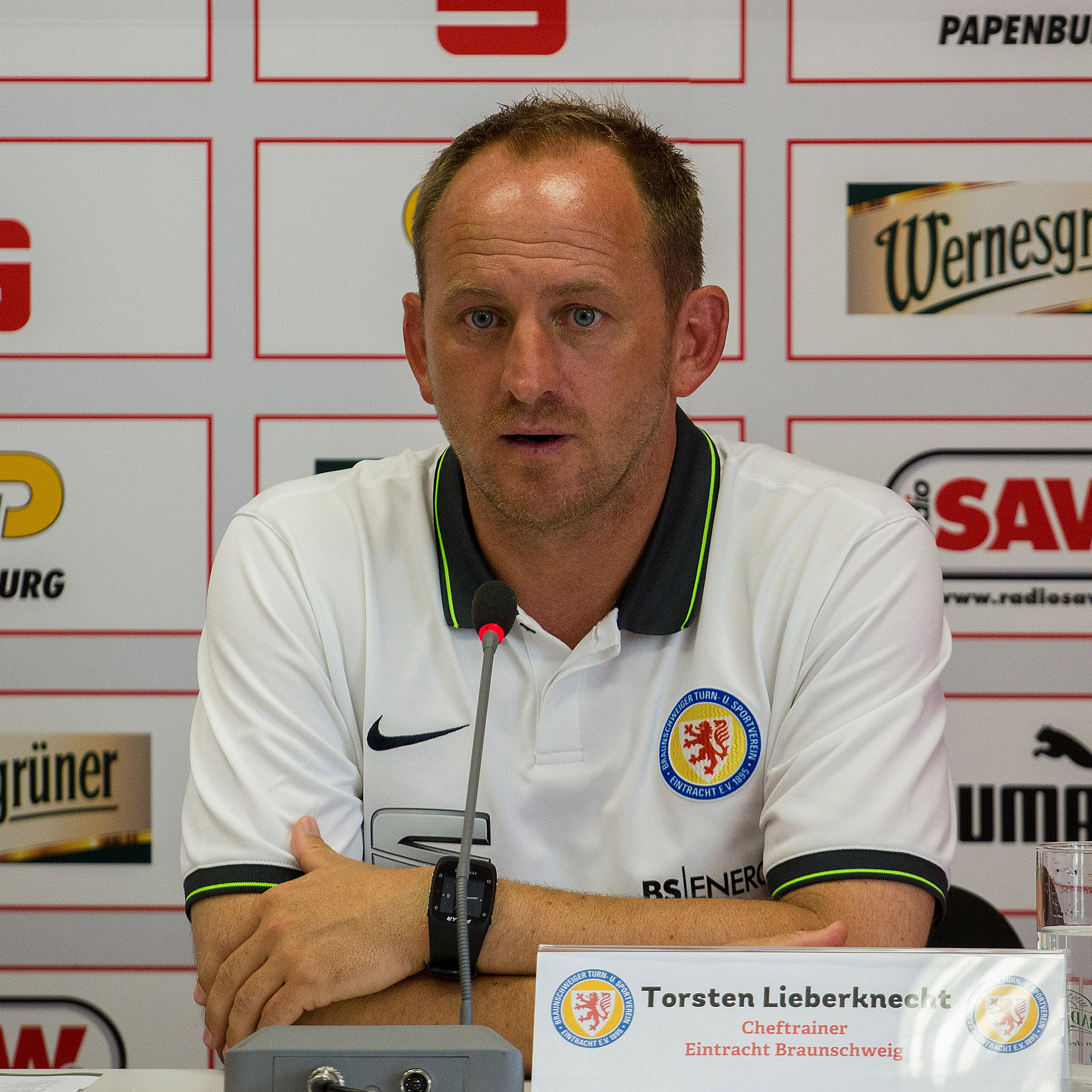
Торстен Либеркнехт

В сезоне 2012/13 за три тура до окончания сезона во второй Бундеслиге «Айнтрахт» обеспечил себе возвращение в первую. Особенно клубу удался старт сезона: в первых 14 матчах было одержано 10 побед при 4 ничьих. К успеху клуб привёл 39-летний тренер Торстен Либеркнехт, в 2003—2007 годах завершавший карьеру в «Айнтрахте». Весомый вклад внёс конголезский форвард Доминик Кумбела, ставший лучшим бомбардиром турнира. Для того, чтобы выйти в Бундеслигу «Айнтрахту» потребовалось всего лишь 2 сезона: клуб только в сезоне 2010/11 сумел подняться из третьей лиги. Примечательно, что перед сезоном 2012/13 клуб с подачи болельщиков решил вернуться к круглой эмблеме, которая использовалось командой в 1960—1970-х годах в период наибольших успехов, и от которой отказались в пользу ромбовидной в 1986 году вскоре после вылета из Бундеслиги.

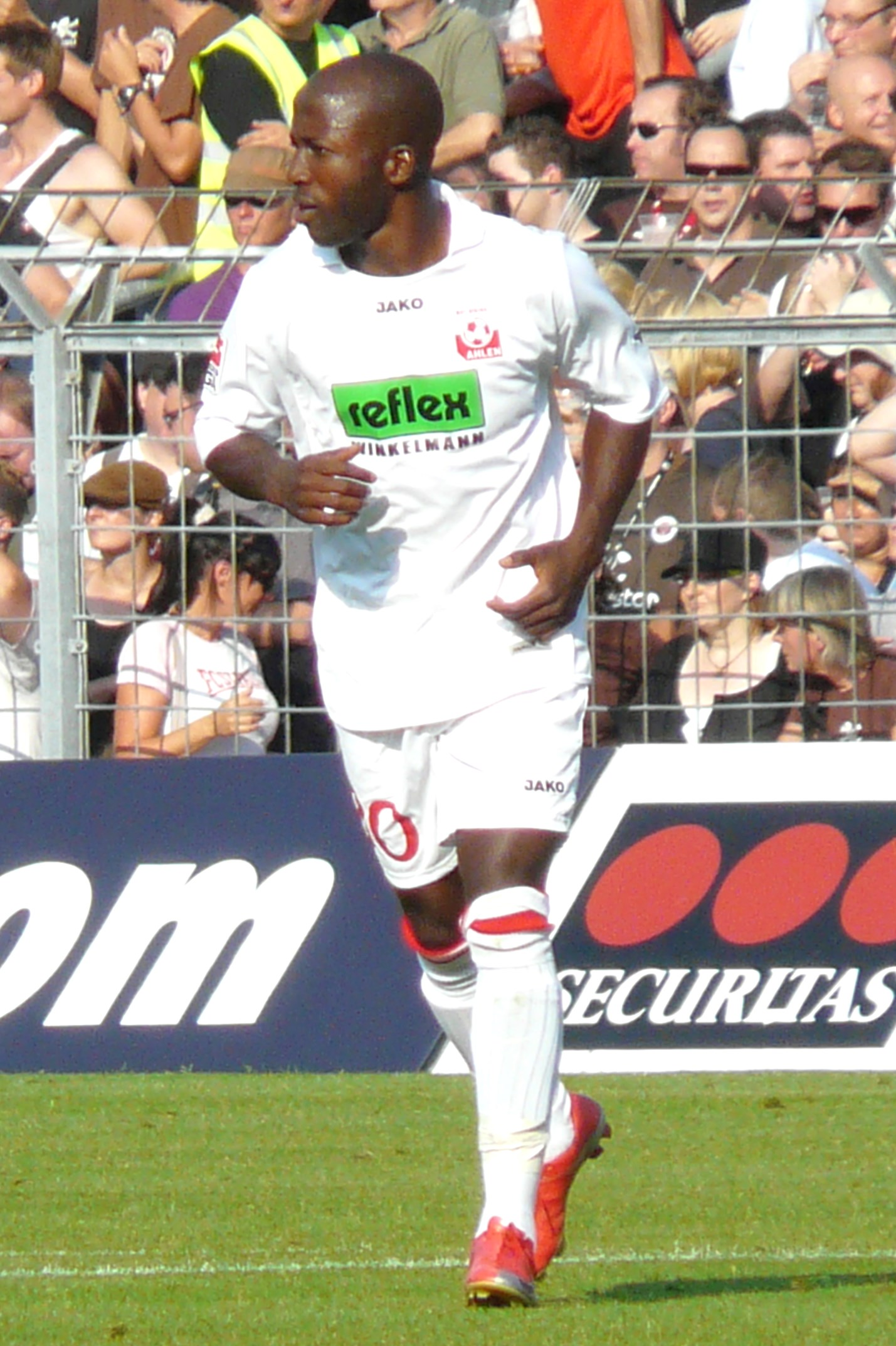
Доминик Кумбела

В сезоне 2013/14 «Айнтрахту» не удалось удержаться в Бундеслиге, несмотря на сохранявшуюся до последнего игрового дня возможность. После поражения на выезде со счётом 1:3 от «Хоффенхайма», «Айнтрахт» закончил сезон, опустившись во вторую Бундеслигу.
В сезоне 2017/18 занял 17 место во второй Бундеслиге, тем самым вылетев в третью немецкую лигу. Также в конце сезона был уволен Торстен Либеркнехт, работавший с командой 10 лет.

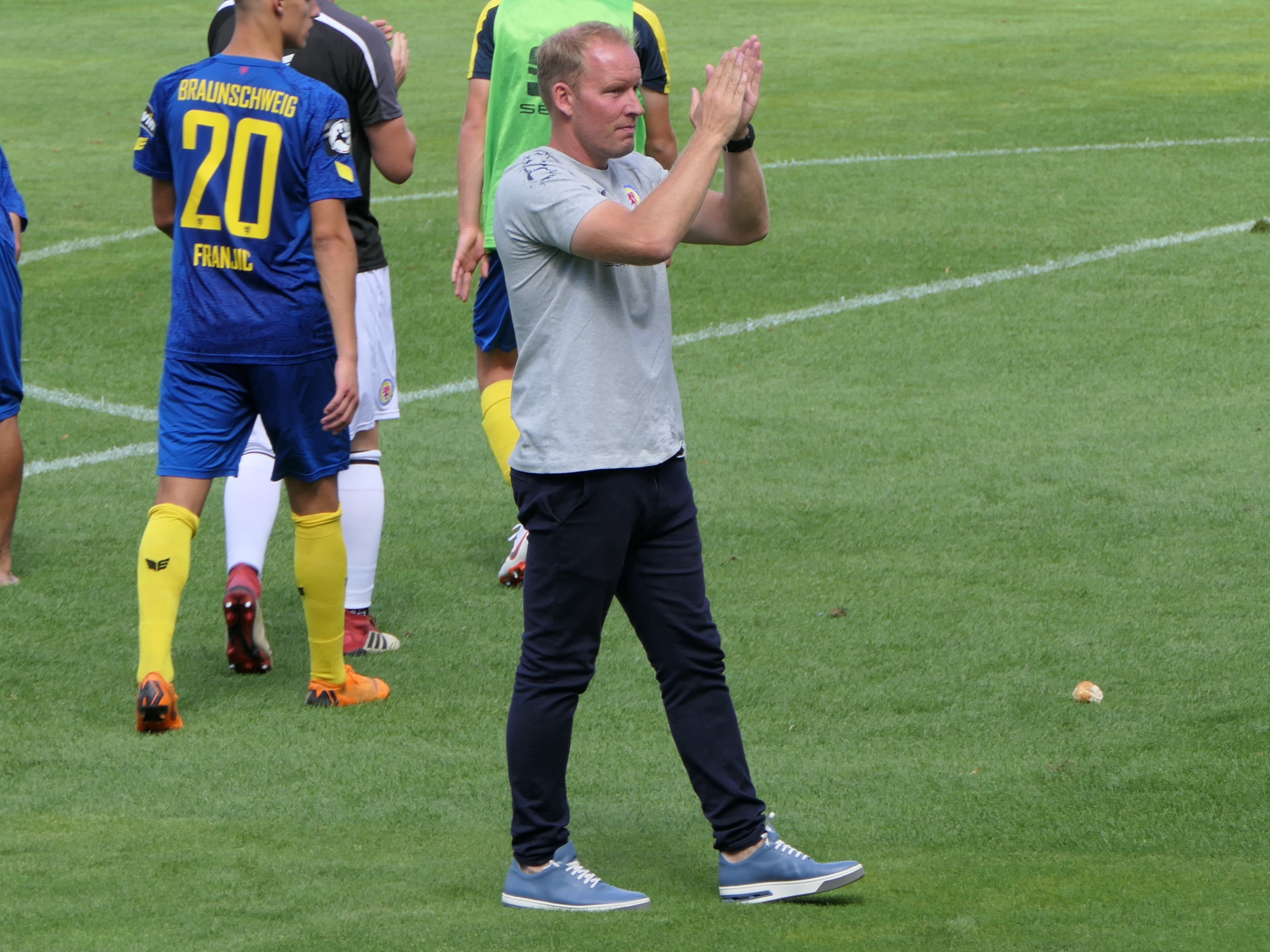
Хенрик Педерсен

В сезоне 2018/19 клуб возглавил Хенрик Педерсен. В итоге «Айнтрахт» вылетел из Кубка Германии после 1 раунда, а также занимал последнее место после 11 туров в Третьей лиге, имея в своём активе лишь 1 победу. Педерсен был уволен, на пост главного тренера пришёл немецкий специалист Андре Шуберт. По итогу команда заняла спасительное 16 место в турнирной таблице, сохранив прописку в третьей лиге.
По итогам сезона 2019/20 «Айнтрахт» под руководством Марко Антверпена вышел во вторую Бундеслигу, а новым тренером клуба стал Даниэль Майер.
В сезоне 2020/21 «Айнтрахт» вылетел в третью лигу. На пост тренера клуба был назначен Михаэль Шиле. Немецкий специалист вывел «Айнтрахт» во вторую Бундеслигу с первой же попытки, а также сохранил прописку в дивизионе в следующем сезоне, но был уволен летом 2023 года.
Новым тренером клуба в сезоне 2023/24 стал Йенс Хартель. Немецкий специалист был уволен в октябре 2023 года: под руководством Хартеля «Айнтрахт» набрал лишь 5 очков в 10 матчах. Исполняющим обязанности главного тренера был назначен бывший полузащитник клуба Марк Пфитцнер. После двух поражений подряд новым тренером «Айнтрахта» стал Даниэль Шернинг. Под руководством Шернинга «львы» сохранили прописку во Второй Бундеслиге на следующий сезон.

## Достижения
- Чемпионат Германии
  - Чемпион: 1966/67

- Вторая Бундеслига
  - Серебряный призёр (2): 1980/81, 2012/13

- Третья лига Германии
  - Победитель: 2010/11

## Выступления в еврокубках
| Сезон   | Кубок                       | Раунд | Страна                                    | Клуб            | Дома   | На выезде | Итог   |
| 1967/68 | Кубок европейских чемпионов | 1Р    | Албания                                   | Динамо Тирана   | (т.п.) | (т.п.)    | (т.п.) |
| 1967/68 | Кубок европейских чемпионов | 2Р    | Австрия                                   | Рапид (Вена)    | 2-0    | 0-1       | 2-1    |
| 1967/68 | Кубок европейских чемпионов | 1/4   | Италия                                    | Ювентус         | 3-2    | 0-1       | 3-3    |
| 1971/72 | Кубок УЕФА                  | 1Р    | Северная Ирландия                         | Гленторан       | 6-1    | 1-0       | 7-1    |
| 1971/72 | Кубок УЕФА                  | 2Р    | Испания                                   | Атлетик Бильбао | 2-1    | 2-2       | 4-3    |
| 1971/72 | Кубок УЕФА                  | 3Р    | Венгрия                                   | Ференцварош     | 1-1    | 2-5       | 3-6    |
| 1976/77 | Кубок УЕФА                  | 1Р    | Дания                                     | Хольбек         | 7-0    | 0-1       | 7-1    |
| 1976/77 | Кубок УЕФА                  | 2Р    | Испания                                   | Эспаньол        | 2-1    | 0-2       | 2-3    |
| 1977/78 | Кубок УЕФА                  | 1Р    | Союз Советских Социалистических Республик | Динамо Киев     | 0-0    | 1-1       | 1-1    |
| 1977/78 | Кубок УЕФА                  | 2Р    | Норвегия                                  | Старт           | 4-0    | 0-1       | 4-1    |
| 1977/78 | Кубок УЕФА                  | 3Р    | Нидерланды                                | ПСВ             | 1-2    | 0-2       | 1-4    |

## Стадион команды
Стадион вместимостью 24 000 зрителей построен и открыт в 1923 году как домашняя арена ФК «Айнтрахт». Частично реконструировался и расширялся в 1950, 1963—1964, 1976, 1979 и 1995 годах. В 1963 году вместимость арены увеличена до 38 000 зрителей. В 1981 году из-за финансовых трудностей «Айнтрахт» был вынужден продать арену городу Брауншвейг. Муниципалитет переименовал арену в «Городской стадион на Гамбургской улице». В ходе реконструкции 1995 года количество мест уменьшено до 25 000. В 2008 году группа местных компаний приобрела права на коммерческое название стадиона. Арене вернули оригинальное название «Айнтрахтштадион». В 2008—2010 годах была осуществлена капитальная реконструкция стадиона к Чемпионату Германии по лёгкой атлетике. В течение 2011—2013 годов арена была реконструирована в рамках подготовки к к командному Чемпионату Европы по лёгкой атлетике, в результате чего её вместимость была снижена до 24 406 зрителей. Во время футбольных матчей вместимость составляет 23 325 зрителей.

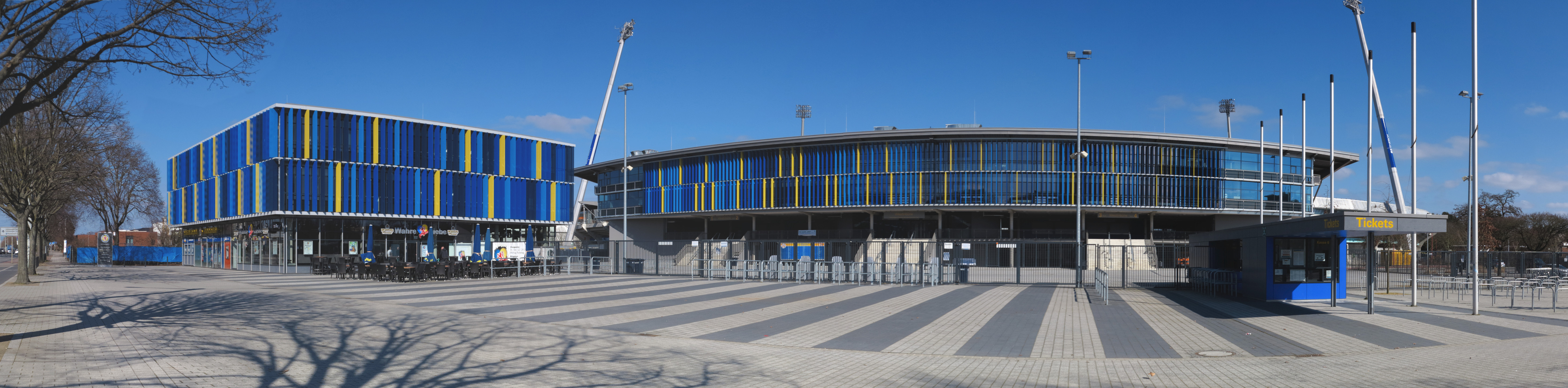
Фасад стадиона

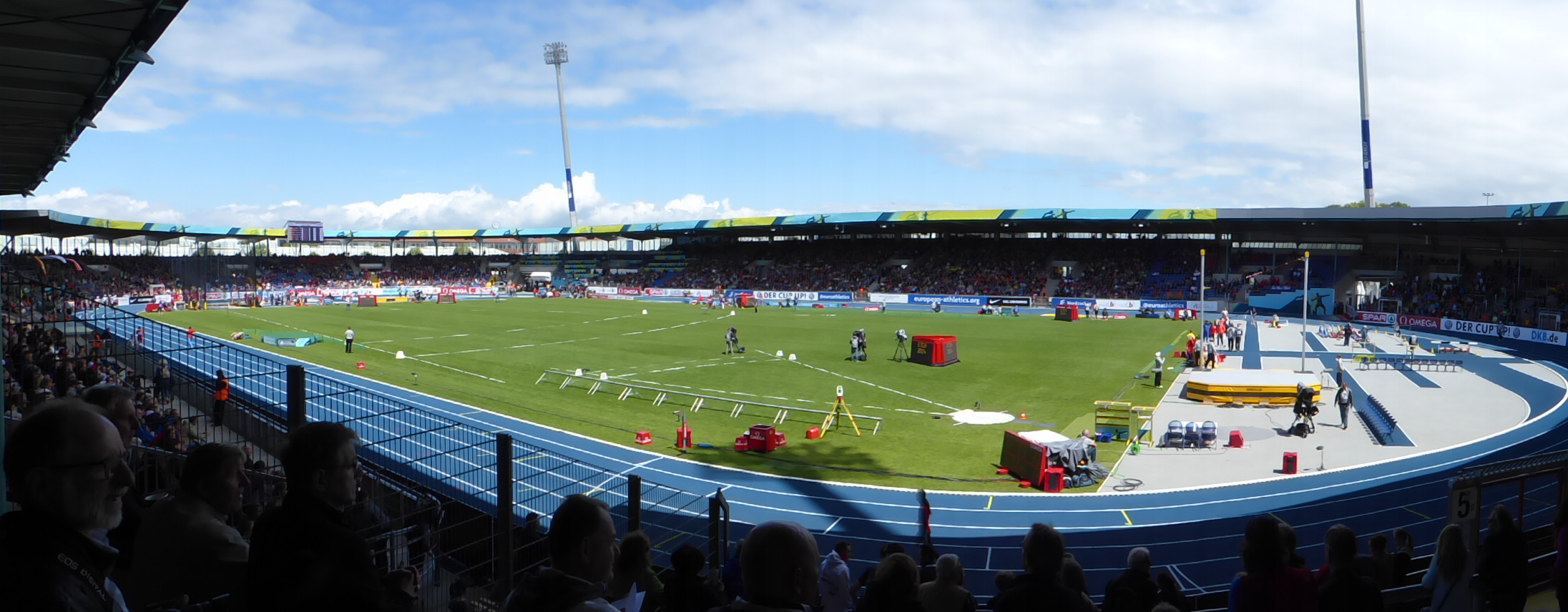

Стадион принимал финал Кубка Германии по футболу 1955 , финалы Немецкого кубка по американскому футболу 1995, 2000, 2002, 2004, 2006 годов, финал Кубка Европы по американскому футболу 2002, 2003 и 2015 годов. На арене проходили Чемпионат Германии по лёгкой атлетике 2000, 2004, 2010 годов и Чемпионат Европы по лёгкой атлетике среди команд 2014 года. Кроме футбольных матчей и других спортивных соревнований на стадионе проводятся концерты .

## Текущий состав
| 1  | Флаг Германии    | Вр  | Рон-Торбен Хоффман                        | 1999 |  |  |  |  |  |
|    |                  |     |                                           |      |  |  |  |  |  |
| 2  | Флаг Туниса      | Защ | Мохамед Дрэгер                            | 1996 |  |  |  |  |  |
| 5  | Флаг Германии    | Защ | Фредерик Екель (в аренде из «РБ Лейпциг») | 2001 |  |  |  |  |  |
| 16 | Флаг Германии    | Защ | Луис Бройниг                              | 2003 |  |  |  |  |  |
| 18 | Флаг Германии    | Защ | Марвин Риттмюллер                         | 1999 |  |  |  |  |  |
| 19 | Флаг Германии    | Защ | Леон Белль-Белль                          | 1996 |  |  |  |  |  |
| 21 | Флаг Германии    | Защ | Кевин Элерс                               | 2001 |  |  |  |  |  |
| 22 | Флаг Германии    | Защ | Фабио Ди Микеле Санчес                    | 2003 |  |  |  |  |  |
| 25 | Флаг Германии    | Защ | Санусси Ба                                | 2004 |  |  |  |  |  |
| 29 | Флаг Германии    | Защ | Лукас Френкерт                            | 2000 |  |  |  |  |  |
|    |                  |     |                                           |      |  |  |  |  |  |
| 7  | Флаг Германии    | ПЗ  | Фабио Кауфман                             | 1992 |  |  |  |  |  |
| 8  | Флаг Германии    | ПЗ  | Мехмет Айдын                              | 2002 |  |  |  |  |  |
| 10 | Флаг Нидерландов | ПЗ  | Валид Улд-Чик                             | 1999 |  |  |  |  |  |

| 15 | Флаг Германии | ПЗ  | Макс Мари                                     | 2004 |  |  |  |  |  |
| 20 | Флаг Германии | ПЗ  | Лино Темпельман                               | 1999 |  |  |  |  |  |
| 27 | Флаг Германии | ПЗ  | Свен Кёлер (капитан)                          | 1996 |  |  |  |  |  |
| 30 | Флаг Германии | ПЗ  | Робин Хойсер                                  | 1998 |  |  |  |  |  |
| 37 | Флаг Германии | ПЗ  | Сидней Ребигер                                | 2005 |  |  |  |  |  |
| 39 | Флаг Германии | ПЗ  | Робин Краусе                                  | 1994 |  |  |  |  |  |
|    |               |     |                                               |      |  |  |  |  |  |
| 9  | Флаг Турции   | Нап | Эренджан Ярдымджи (в аренде из «Хоффенхайма») | 2002 |  |  |  |  |  |
| 11 | Флаг Венгрии  | Нап | Левенте Сабо                                  | 1999 |  |  |  |  |  |
| 17 | Флаг Германии | Нап | Себастьян Польтер                             | 1991 |  |  |  |  |  |
| 24 | Флаг Германии | Нап | Зиди Зане                                     | 2003 |  |  |  |  |  |
| 32 | Флаг Германии | Нап | Кристиан Конте                                | 1999 |  |  |  |  |  |
| 44 | Флаг США      | Нап | Джоан Гомес                                   | 2001 |  |  |  |  |  |

### Игроки в аренде
| \| № \| \| Поз. \| Имя \| Год рождения \| \| -- \| \| ---- \| ---------- \| ------------ \| \| 34 \| \| Вр \| Юстин Дуда \| 2003 \| |               |      |            |              |
| № |               | Поз. | Имя        | Год рождения |
| 34 | Флаг Германии | Вр   | Юстин Дуда | 2003         |

## Форма

### Домашняя
| 2010/11 | 2011/12 | 2012/13 | 2013/14 | 2014/15 | 2015/16 | 2016/17 | 2017/18 | 2018/19 | 2019/20 | 2020/21 |
| 2021/22 | 2022/23 | 2023/24 | 2024/25 | 2025/26 |         |         |         |         |         |         |

### Гостевая
| 2010/11 | 2012/13 | 2013/14 | 2014/15 | 2015/16 | 2016/17 | 2017/18 | 2018/19 | 2019/20 | 2020/21 | 2021/22 |
| 2022/23 | 2023/24 | 2024/25 | 2025/26 |         |         |         |         |         |         |         |

### Резервная
| 2013/14 | 2014/15 | 2015/16 | 2016/17 | 2018/19 | 2018/19 | 2020/21 |

Источники:,